# Зянкіно (Юкаменський район)
Зя́нкіно (рос. Зянкино) — присілок у складі Юкаменського району Удмуртії, Росія.
Населення — 164 особи (2010; 198 в 2002).
Національний склад (2002):
- удмурти — 92 %

В присілку діє початкова школа.